# Kleiner Wasserfrosch
Der Kleine Wasserfrosch (Pelophylax lessonae oder Rana lessonae), auch Kleiner Teichfrosch oder Tümpelfrosch genannt, gehört innerhalb der Ordnung der Froschlurche zur Familie der Echten Frösche (Ranidae). Außerdem wird er nach Aussehen, Lebensweise und Verwandtschaftsbeziehungen zu den Wasserfröschen gerechnet, die in eine eigene Gattung Pelophylax gestellt werden. Innerhalb dieses schwer überschaubaren Komplexes bildet er zusammen mit dem Seefrosch die Elternarten der Hybride Teichfrosch.
Der Kleine Wasserfrosch wurde von der Deutschen Gesellschaft für Herpetologie und Terrarienkunde (DGHT) zum Lurch des Jahres 2023 gekürt.

## Merkmale

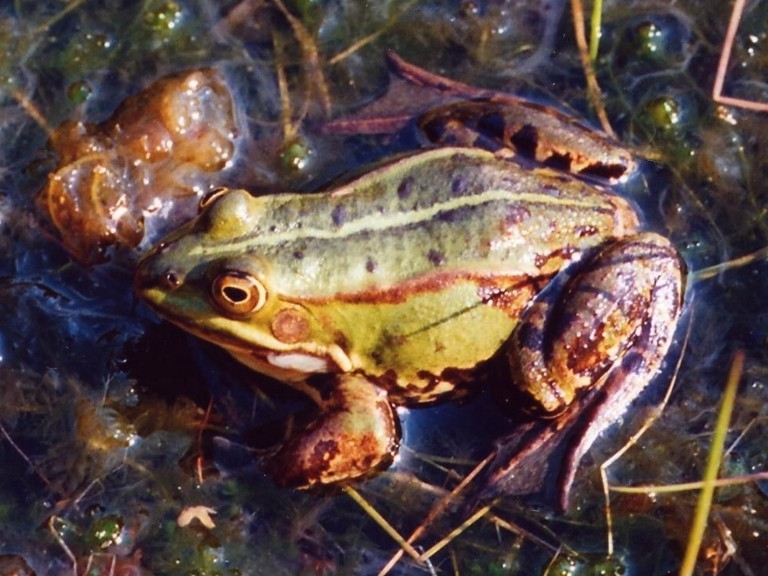
Männchen des Kleinen Wasserfrosches

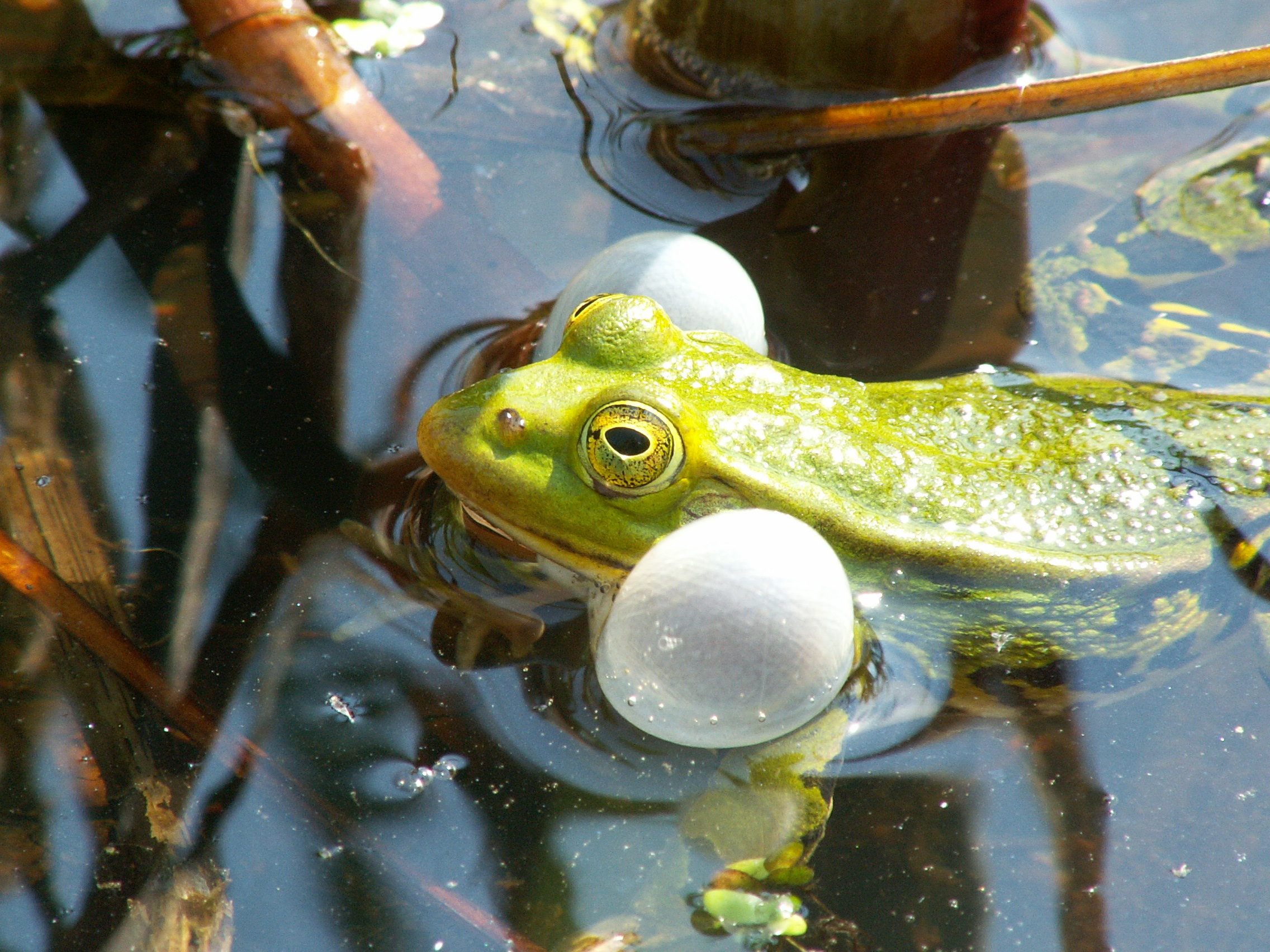
Die Schallblasen sind beim Männchen des Kleinen Wasserfrosches reinweiß

Die Kopf-Rumpf-Länge der Männchen liegt bei 4,5 bis 5,5 Zentimetern – sie sind also nur geringfügig größer als ein Laubfrosch – die Weibchen werden 5,5 bis 6,5 Zentimeter lang. Die Oberseite ist überwiegend grasgrün gefärbt und mit eher regelmäßigen schwarzen oder braunen Flecken gesprenkelt. Dazu kommen die wasserfroschtypische mittlere Rückenlinie und rötliche Drüsenleisten an den Rückenseiten. Individuen mit schwarz-bräunlichen Farbmusteranteilen sind auch recht häufig, besonders bei weiblichen Exemplaren. Die Iris ist beim Männchen zur Paarungszeit intensiv gelb gefärbt, wie auch sonst gelbe Körperfarben zu dieser Zeit dominieren; ihre Schallblasen sind weiß. Die Unterschenkel sind auffallend kurz im Verhältnis zum Rumpf; der Fersenhöcker ist groß und halbrund.

## Fortpflanzung
Die Ruf- und Fortpflanzungsperiode lässt sich aufgrund deutlicher Veränderungen des Verhaltens der Tümpelfrösche in eine Vorlaichzeit, Laichzeit und Nachlaichzeit unterteilen, wie das Wahl erstmals bei Rana esculenta festgestellt hat. Den Verlauf und die Dauer der drei Phasen bestimmen maßgeblich die Wassertemperatur, Sonneneinstrahlung und Niederschläge. Nach Beobachtungen bei Tümpelfröschen im Kottenforst bei Bonn, Nordrhein-Westfalen, ergeben sich für jede Phase typische Verhaltensmuster.

### Vorlaichzeit
Die Männchen erscheinen im Laichgewässer, schwimmen umher und halten dabei Mindestabstände von zirka 2 Meter zu anderen Fröschen. Die Färbung auf dem Kopf und Rücken ist dunkel gelbgrün. Nachfolgend suchen die Männchen das Ufer auf und besetzen bestimmte Plätze. Sie äußern Revierrufe, doch ist die Rufaktivität noch gering. Die im Gewässer ankommenden Weibchen halten sich im zentralen Teil auf, in dem die Sonneneinstrahlung hoch ist.

### Laichzeit
Die Zahl der Frösche nimmt weiter zu. Bei den Männchen erhöht sich die Rufaktivität, sie geben jetzt Paarungs- und Revierrufe ab. Zugleich bilden sie Rufgruppen, denen 20 bis 30 Tiere angehören. Eine Rufgruppe nimmt einen Bereich von zirka 1,5 Quadratmeter ein. Die Männchen einer Gruppe rufen gleichzeitig, mitunter mehrere Stunden ohne Unterbrechung. Etwa 30 Minuten vor Sonnenuntergang lösen sich die Rufgruppen auf, die Männchen kehren zu ihren Territorien am Ufer zurück. Im Verlauf der Laichzeit geht die Färbung der Männchen in ein helles gelbgrün über.
Die Weibchen verlassen das Zentrum des Gewässers und schwimmen zu den rufenden Männchen am Ufer. Dort kommt es zur Paarbildung, vorwiegend mit großen Männchen. Die Paare bleiben an sonnigen Plätzen und bewegen sich nur wenig. Nähern sich andere Männchen auf weniger als zirka 30 Zentimeter, äußern die klammernden Männchen kurze Paarungs- und Revierrufe. Umklammern Männchen andere Männchen, wehren sich diese mit Befreiungsrufen. Die Weibchen legen ihre Eier in zahlreichen Paketen ab, die an Pflanzen haften oder auf der Wasseroberfläche treiben. Kleine Männchen paaren sich erst gegen Ende der Laichzeit. In der Zwischenzeit wechselt bei ihnen die Färbung von hellgrün zu dunkelgrün. Außer den Tümpelfröschen kommen in der Population auch Teichfrösche in geringer Zahl vor. Die männlichen Teichfrösche sind während der Laichzeit ebenfalls sehr rufaktiv, jedoch wurde keines bei einer Paarung beobachtet.
Es werden Laichballen abgesetzt, die deutlich kleiner sind als bei den Braunfröschen. Die Eier sind oberseits bräunlich, der untere Pol ist hellgelblich gefärbt. Meist ist der Laich zwischen Mitte Mai und Mitte Juni zu finden. Ein Laichballen enthält häufig „nur“ einige hundert Eier. Die Weibchen setzen aber mehrere Eiballen nacheinander ab. Die Eizahl liegt zwischen 600 und 3000, der Eidurchmesser bei 1,5 bis zwei Millimetern.
Ältere Kaulquappen, mit grünlicher Grundfärbung und dunklem Fleckenmuster, fallen durch ungestüme Fluchtreaktionen auf. Die Gesamtlänge beträgt 40 bis 80 Millimeter. Eine Unterscheidung von anderen Wasserfroschlarven ist nicht sicher möglich.

### Nachlaichzeit
Die Färbung der Männchen wird dunkler. Sie äußern nur noch selten Paarungsrufe, verhalten sich jedoch weiterhin aggressiv, vornehmlich gegen Teichfrösche. Nach und nach nimmt die Zahl der Frösche um etwa 70 Prozent ab. Die verbleibenden Frösche zeigen nur noch geringe Bewegungsaktivität, geben keine Paarungsrufe und kaum noch Revierrufe ab.

## Rufe
Männliche Tümpelfrösche verfügen über vier Ruftypen: Paarungsruf, Revierruf 1 und 3 und Befreiungsruf. Nach den bisherigen Beobachtungen fehlt bei den Tümpelfröschen der Population im Kottenforst bei Bonn der Revierruf 2, ob auch bei Populationen anderer Regionen, bleibt festzustellen. Selten kommen Mischrufe oder Übergangsrufe vor, vom Revierruf 1 zum Paarungsruf und vom Revierruf 1 zum Revierruf 3. Weibliche Tümpelfrösche verfügen nur über den Befreiungsruf.
Bei den Tümpelfröschen im Kottenforst liegt die untere Rufschwelle für die Paarungsrufe bei 14 °Celsius Wassertemperatur, die obere bei 26 °Celsius Wassertemperatur. Tümpelfrösche bei Casanova, Torino, riefen noch bei 29 °Celsius Wassertemperatur. Mehrere Rufmerkmale sind mit der Wassertemperatur und der Tiergröße korreliert. Bei steigender Wassertemperatur nehmen die Dauer der Rufe und die Intervalle zwischen diesen ab, während die dominante Frequenz ansteigt. Umgekehrt nehmen mit zunehmender Körperlänge die Rufdauer und Intervalle zu, dagegen sinkt die dominante Frequenz.

### Paarungsruf

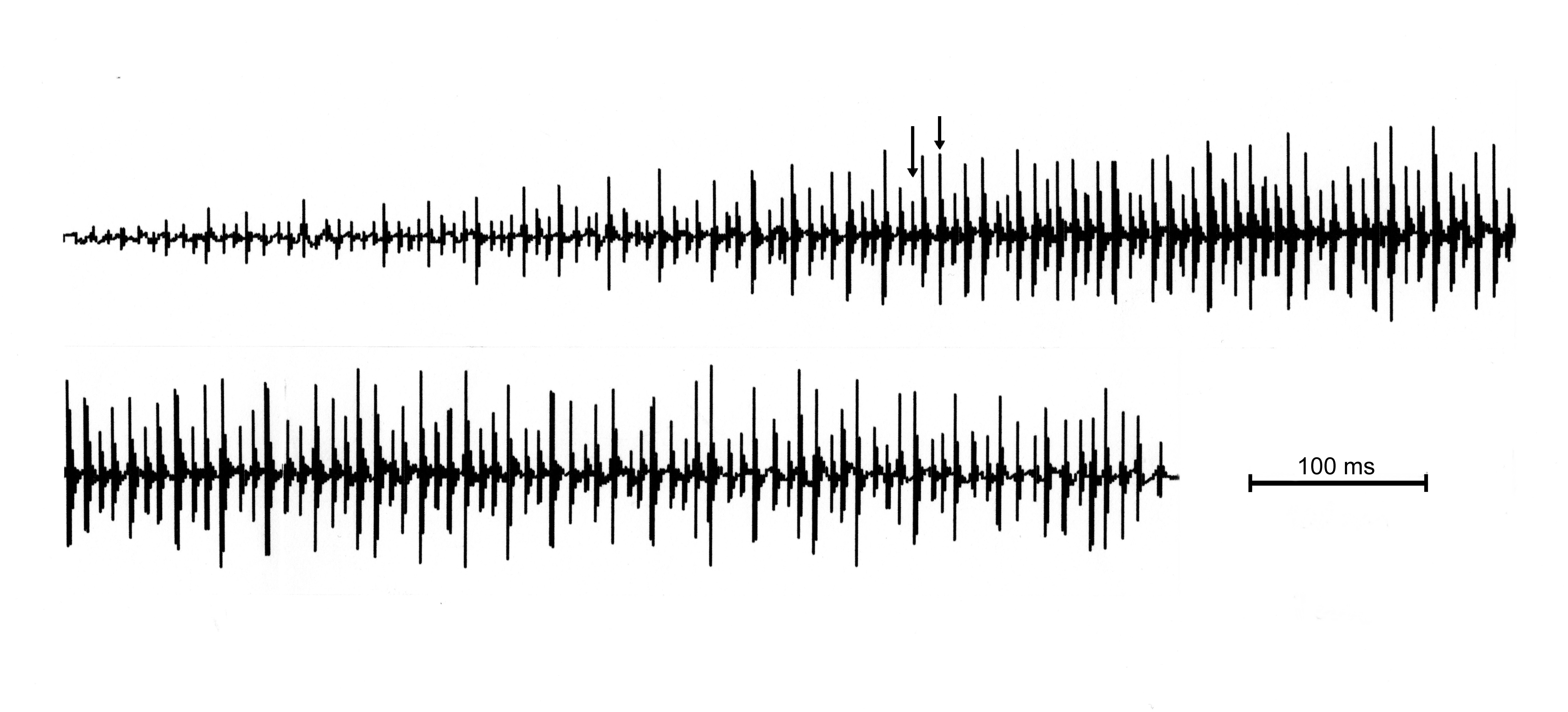
Schallbild eines Paarungsrufs. Die beiden Pfeile markieren eine Impulsgruppe mit drei Impulsen. Der Ruf ist wegen der Länge unterteilt.

Die Angaben beziehen sich auf eine topotypische Population bei Casanova, Carmagnola, Torino, zirka 17 km von der Typuslokalität Testona entfernt. Der Teich, in dem die Frösche leben, befindet sich unmittelbar an der Kreuzung der SP (Strada Provinciale) 134 und der SP 135 und hat die Koordinaten 44,853865 N, 7,797643 E. Die Population besteht zu 80–85 % aus Pelophylax lessonae, der übrige Teil aus Pelophylax esculentus.
Die Männchen geben ihre Paarungsrufe fast immer in Serien ab, bei denen die Rufe durch Intervalle voneinander abgesetzt sind. Die Paarungsrufe sind aus sehr kurzen Impulsen aufgebaut. Da sich die Amplitude der Impulse rhythmisch ändert, ist die Impulsfolge in Impulsgruppen gegliedert (siehe Abbildung). Die meisten Gruppen haben drei Impulse, Abweichungen sind gering, die Wassertemperatur hat nur geringen Einfluss. Die Mehrzahl der Paarungsrufe ist aus 35 bis 41 Impulsgruppen aufgebaut. Diese bestimmen auch den Höreindruck. Da die Impulsgruppen gleichmäßig aufeinander folgen, klingen die Rufe wie ein regelmäßiges Rattern, weshalb sie auch als schwirrend bezeichnet werden. Die Paarungsrufe der Tümpelfrösche sind nicht sehr laut.
Von 36 Männchen wurden Paarungsrufe bei Wassertemperaturen von 20,5 °Celsius bis 29 °Celsius registriert. Bei 20,5 °C Wassertemperatur dauern die Rufe im Mittel 1450 Millisekunden, bei 29 °Celsius nur noch 900 Millisekunden. Die Intervalle verkürzen sich stärker als die Rufe, von im Mittel 1280 Millisekunden bei 20,5 °Celsius auf 532 Millisekunden bei 29 °Celsius Wassertemperatur. Diese Veränderungen sind beim Hören der Rufe deutlich wahrnehmbar.
Die erste Analyse der Paarungsrufe, bei der auch der Einfluss der Wassertemperatur ermittelt wurde, galt einem einzelnen Tümpelfrosch aus der Umgebung von Poznań (Polen). Das Männchen rief zwischen 15,5 und 25,5 °Celsius Wassertemperatur. Weitere Analysen der Paarungsrufe erfolgten bei Tümpelfröschen, die in der Umgebung von Bonn (Nordrhein-Westfalen), am Nordende des Skutarisees (Montenegro), im Donaudelta (Rumänien), in der Küstenregion Albaniens und bei Casanova (Piemont) heimisch sind.
Die Paarungsrufe der Tümpelfrösche aller Lokalitäten stimmen mit denen der Tümpelfrösche der genannten topotypischen Population bei Casanova überein. Geringe Abweichungen entsprechen der Variabilität innerhalb des Verbreitungsgebietes einer Art.

### Revierruf 1
Die Männchen äußern diese Rufe während der gesamten Rufperiode, entweder spontan oder um mit anderen Männchen zu kommunizieren, wenn solche in das eigene Revier eindringen oder als Antwort auf die Rufe benachbarter Männchen. Die Rufe bestehen aus einer Folge von Impulsen. Sie beginnen leise, die Lautstärke nimmt fortlaufend zu bis zu einem Maximum kurz vor dem Ende. Zum Ende des Rufs hin stellt sich auch eine Gliederung in Impulsgruppen ein. Bei großen Männchen (5,7 bis 6,2 Zentimeter) und einer Wassertemperatur von 18 bis 23 °Celsius haben die Rufe eine Dauer von im Mittel 300 Millisekunden, die dominante Frequenz liegt bei 1200 Hertz.

### Revierruf 3
Revierrufe 3 geben die Männchen fast immer einzeln und im Anschluss an einen Revierruf 1 ab. Sie sind aus 11 bis 14 Impulsen aufgebaut und haben bei 18 bis 23 °Celsius Wassertemperatur eine Dauer von im Mittel 670 Millisekunden, die dominante Frequenz beträgt 800 Hertz.

### Befreiungsruf
Befreiungsrufe sind stets mit einer speziellen Verhaltensweise verbunden. Mit ihnen wehren sich Männchen gegen Umklammerungsversuche anderer Männchen, Weibchen äußern sie, wenn sie von Männchen umklammert werden, jedoch nicht paarungsbereit sind. Meist werden die Befreiungsrufe in Serien von drei bis fünf Rufen abgegeben. Im Aufbau ähneln sie dem Revierruf 3, sind jedoch mit einer mittleren Dauer von 270 Millisekunden merklich kürzer als diese. Die Befreiungsrufe bestehen aus sehr kurzen Impulsen. Das Frequenzspektrum reicht bis 4 Kilohertz, die Schallenergie verteilt sich gleichmäßig auf alle Frequenzen. Bei steigender Wassertemperatur nehmen die Dauer der Rufe und die Intervalle ab, die Wiederholungsrate der Impulse nimmt zu, die Anzahl der Impulse pro Ruf ändert sich dagegen nicht.

## Systematik
1960 geben Mertens und Wermuth für Rana esculenta var. lessonae Camerano, 1882 Piemont als Terra typica an und stufen die Varietät zugleich als Synonym von Rana esculenta ein, die damals als gute Art galt. 1986 wählen Balletto et altera ein von Camerano in Testona bei Moncalieri am Stadtrand von Turin gesammeltes Tier als Lectotyp aus und legen Testona als Typuslokalität von Pelophylax lessonae (Rana lessonae) fest.

## Lebensraum und Verbreitung

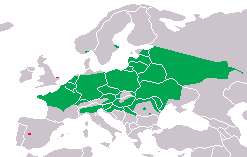
Verbreitungskarte gemäß [ IUCN-Daten

Der Kleine Wasserfrosch ist nicht so streng an Gewässer gebunden wie seine Verwandten, der Teich- und der Seefrosch. Typischer Lebensraum sind in Norddeutschland z. B. Moorbiotope innerhalb von Waldflächen. Erwachsene und Jungtiere entfernen sich oft weit von den Gewässern. Bevorzugt werden als Laichgewässer kleinere, vegetationsreiche Weiher, Tümpel und Gräben sowie in deren Umfeld befindliche Sümpfe und Moore. An großen Seen und Flüssen ist die Art kaum anzutreffen. 
Anders als seine wesentlich häufigeren Schwesterarten Teich- und Seefrosch überwintert der Kleine Wasserfrosch nicht im Wasser, sondern in den Landlebensräumen der näheren Umgebung. Dies sind oft Moore und ihre umgebenden naturnahen und feuchten Wälder, wo er sich mit Hilfe eines kleinen Grabwerkzeuges an den Hinterfüßen in den lockeren Boden eingräbt.
Eine engere Bindung scheint regional – insbesondere im Norden des Verbreitungsgebietes – zu anmoorigen, mesotrophen Habitaten zu bestehen. Aufgrund dieser Ansprüche fehlt die Art in bestimmten, stark anthropogen beeinflussten Habitaten.
Mit Ausnahme von Teilen des Nordens besitzt die Art Vorkommen in ganz Deutschland. Aufgrund der Bestimmungsproblematik innerhalb der Wasserfroschgruppe (vergleiche: Teichfrosch) ist die genaue Verbreitung von Pelophylax lessonae allerdings noch immer unzureichend erforscht. Das Gesamtverbreitungsgebiet erstreckt sich von Frankreich über Mitteleuropa bis nach Russland und Italien.

## Gefährdung und Schutz

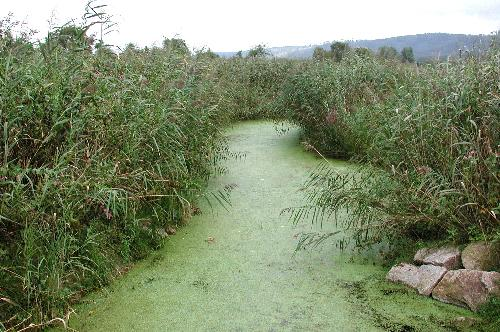
Langsam fließende Wiesengräben – ein typischer Lebensraum in Süddeutschland

Kleine Wasserfrösche scheinen – zumindest an den Rändern des Verbreitungsgebietes, beispielsweise im norddeutschen Tiefland – stärker auf bestimmte Habitatqualitäten wie anmoorige Gewässer angewiesen zu sein (stenökes bzw. stenotopes Verhalten) und sind entsprechend seltener und von Umweltveränderungen stärker betroffen als euryökere Arten. In manchen anderen Regionen ist ihre Gefährdungssituation wohl mit dem des Teichfrosches vergleichbar, mit dem sie meist ja auch gemeinsame Populationen bilden.
Gesetzlicher Schutzstatus (Auswahl)
- Fauna-Flora-Habitat-Richtlinie (FFH-RL): Anhang IV (streng zu schützende Art)
- Bundesnaturschutzgesetz (BNatSchG): streng geschützt

Nationale Rote Liste-Einstufungen (Auswahl)
- Rote Liste Bundesrepublik Deutschland: G – Gefährdung anzunehmen, aber Status unbekannt
- Rote Liste Österreichs: VU (entspricht: gefährdet)
- Rote Liste der Schweiz: NT (potentiell gefährdet)